# レオポルト・クーペルヴィーザー
レオポルト・クーペルヴィーザー（Leopold Kupelwieser、1796年10月17日 - 1862年11月17日）はオーストリアの画家である。宗教画や肖像画を描いた。

## 略歴
ニーダーエスターライヒ州マルクト・ピースティングに生まれた。父親は食器工場の共同経営者であった。美術の才能は幼い頃から知られ、彫刻家ザウナーに認められて12歳の時に、ウィーン美術アカデミーに入学した。
1824年にはローマを訪れ、当時ローマで活動していたヨハン・フリードリヒ・オーファーベックや「ナザレ派」の画家たちから影響を受けた。パトロンであったロシア貴族ベレージンが没した後、ウィーンに戻り、肖像画家や版画の元絵の画家として知られた。
「Schubertianern」と呼ばれるフランツ・シューベルトの友人仲間の一人で、1826年のクーペルヴィーザーの結婚式のときには、シューベルトが即興でワルツ曲を演奏した。シューベルトはこの曲の楽譜を残さなかったが、後にクーペルヴィーザーの娘などが演奏し、リヒャルト・シュトラウスが採譜したのが、『クーペルヴィーザー・ワルツ』である。
1837年にウィーン美術アカデミーの歴史画の教授になった。1850年にフランツ・ヨーゼフ勲章を受勲し、貴族に序せられた。後年は装飾画を描くことが多かった。

## 作品

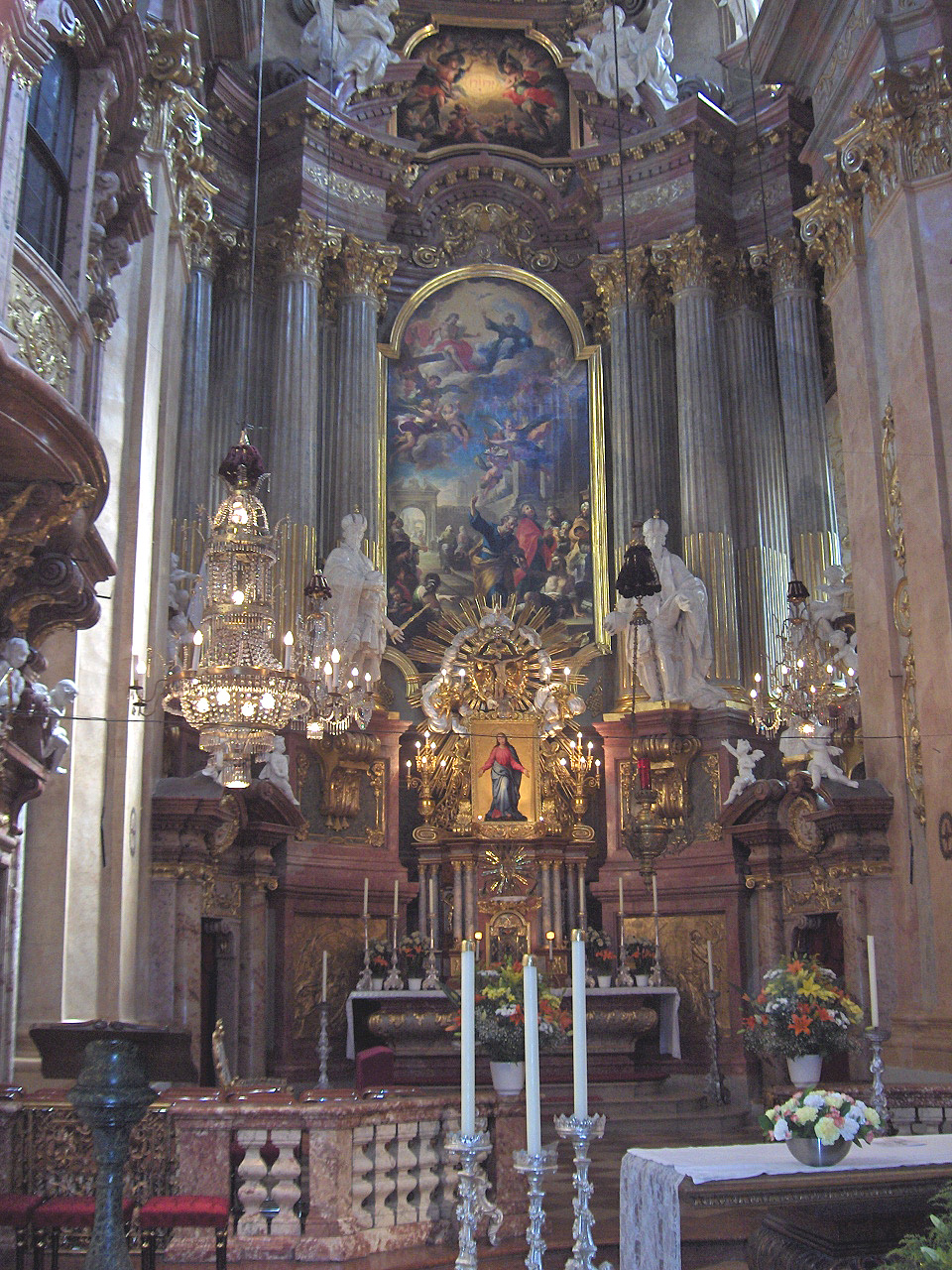
ウィーン、ペーター教会の装飾画
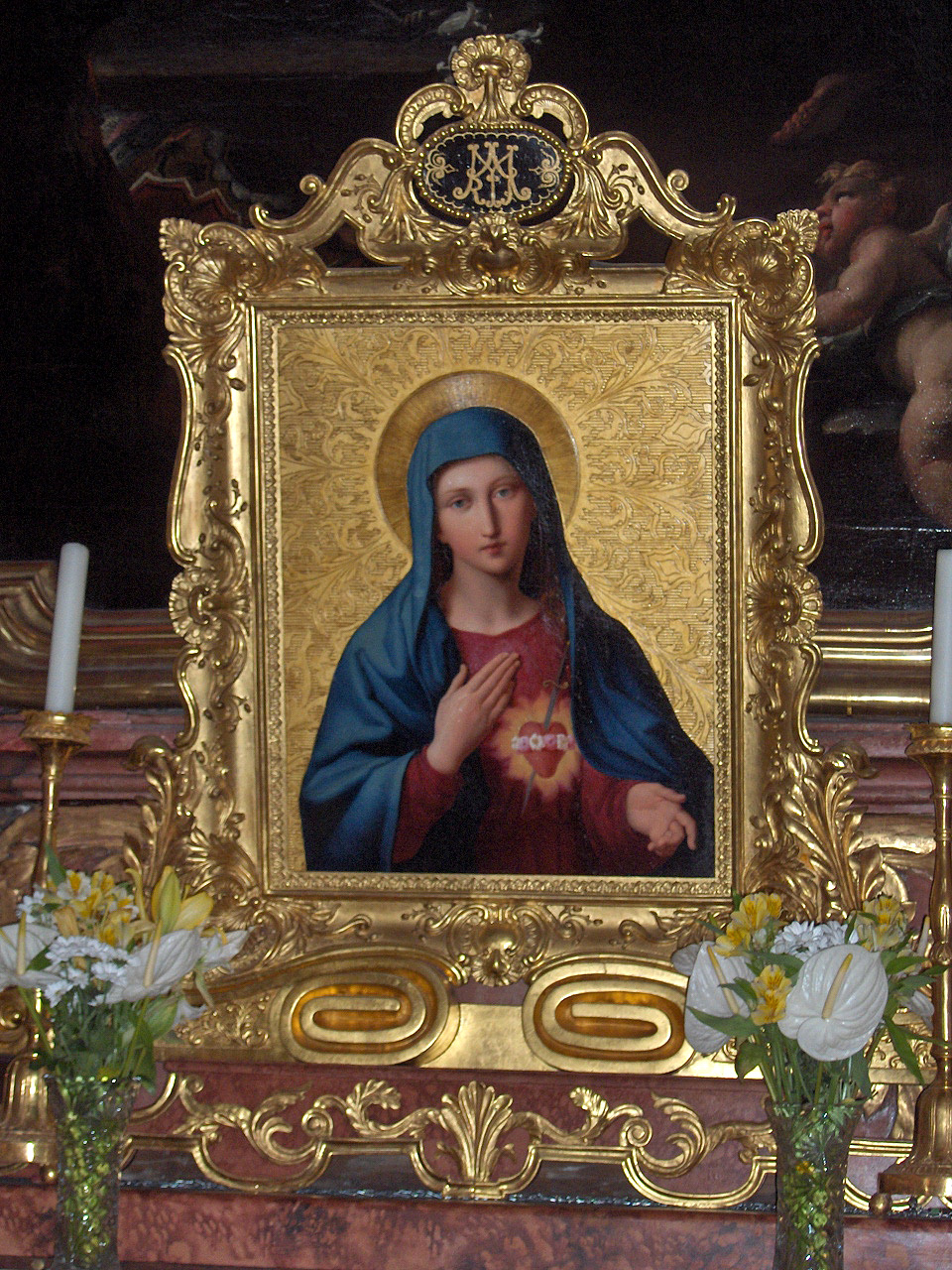
ペーター教会の装飾画
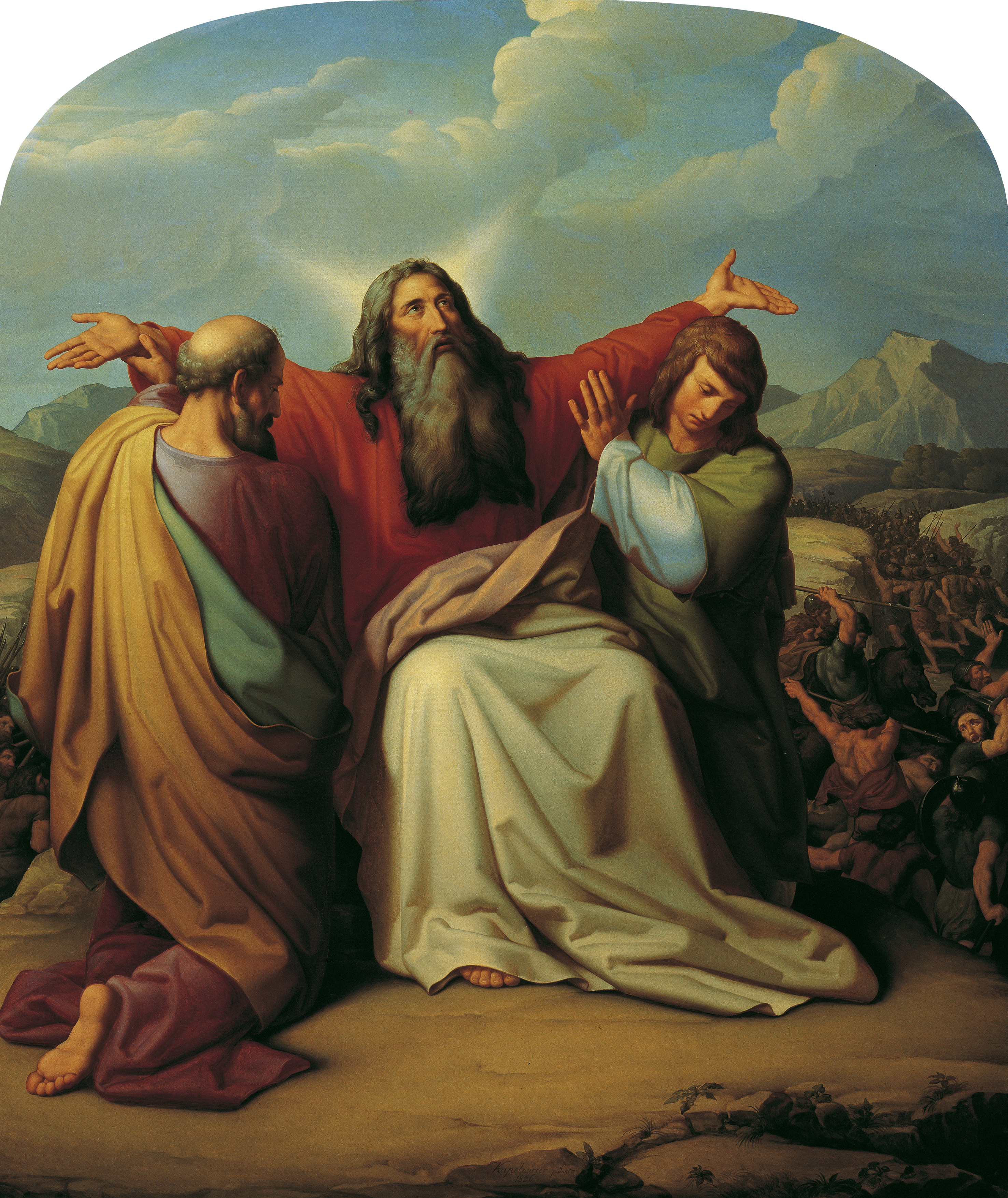
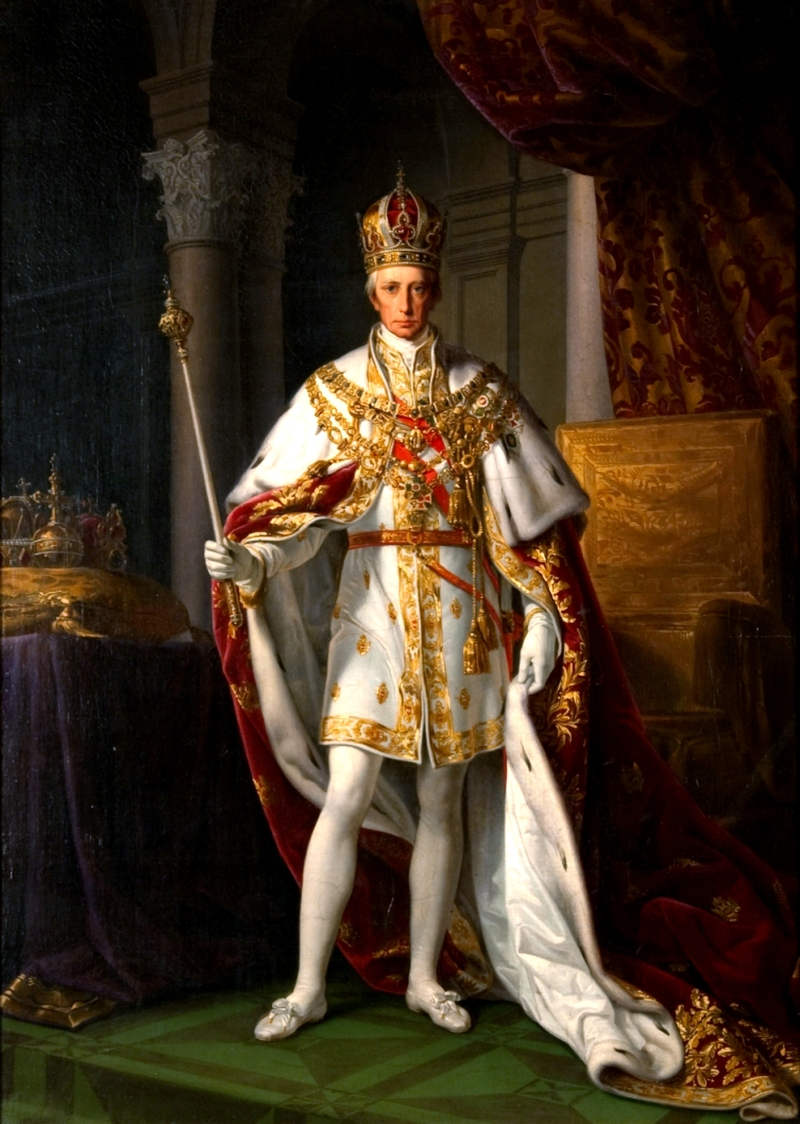
フランツ2世
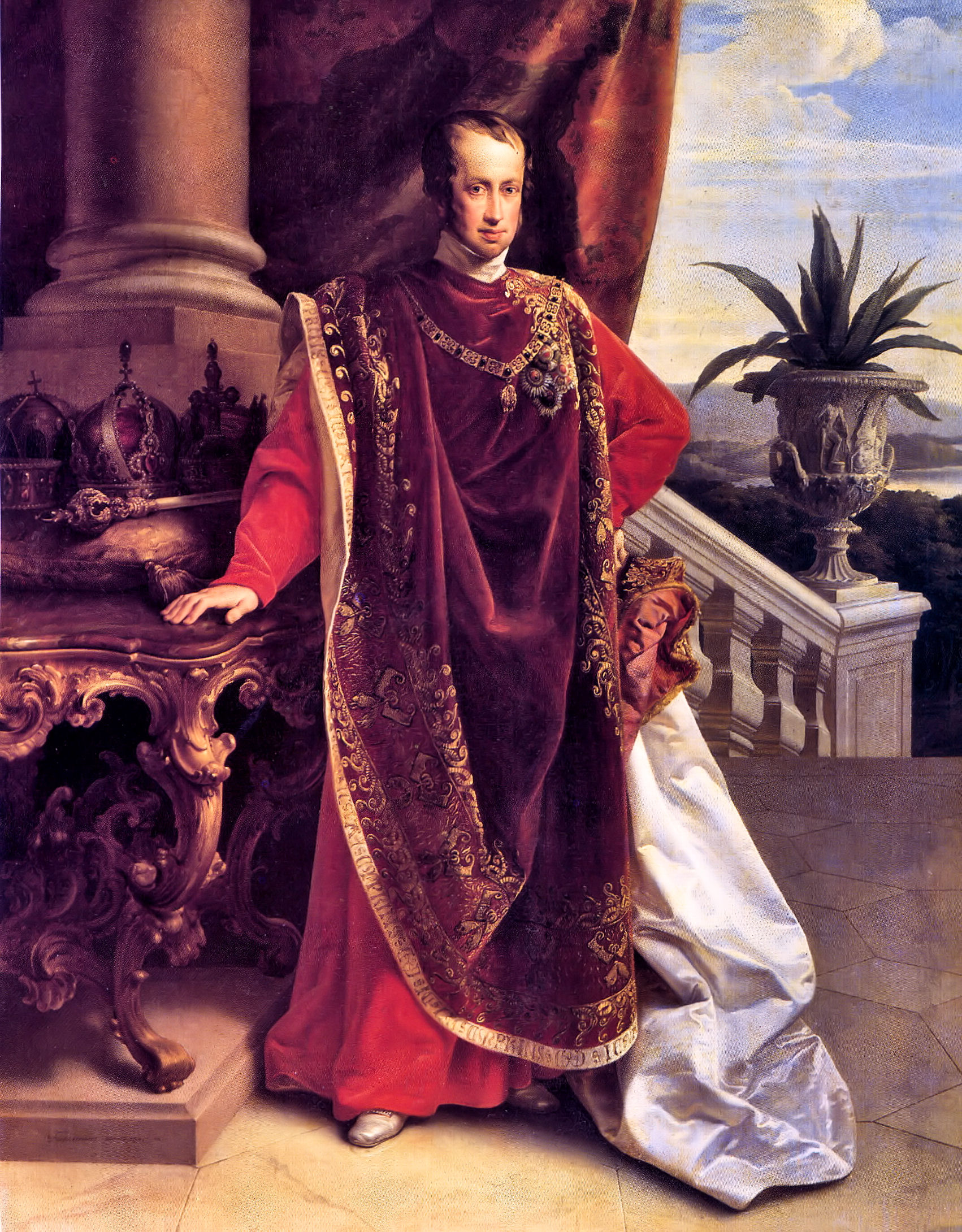
フェルディナント1世
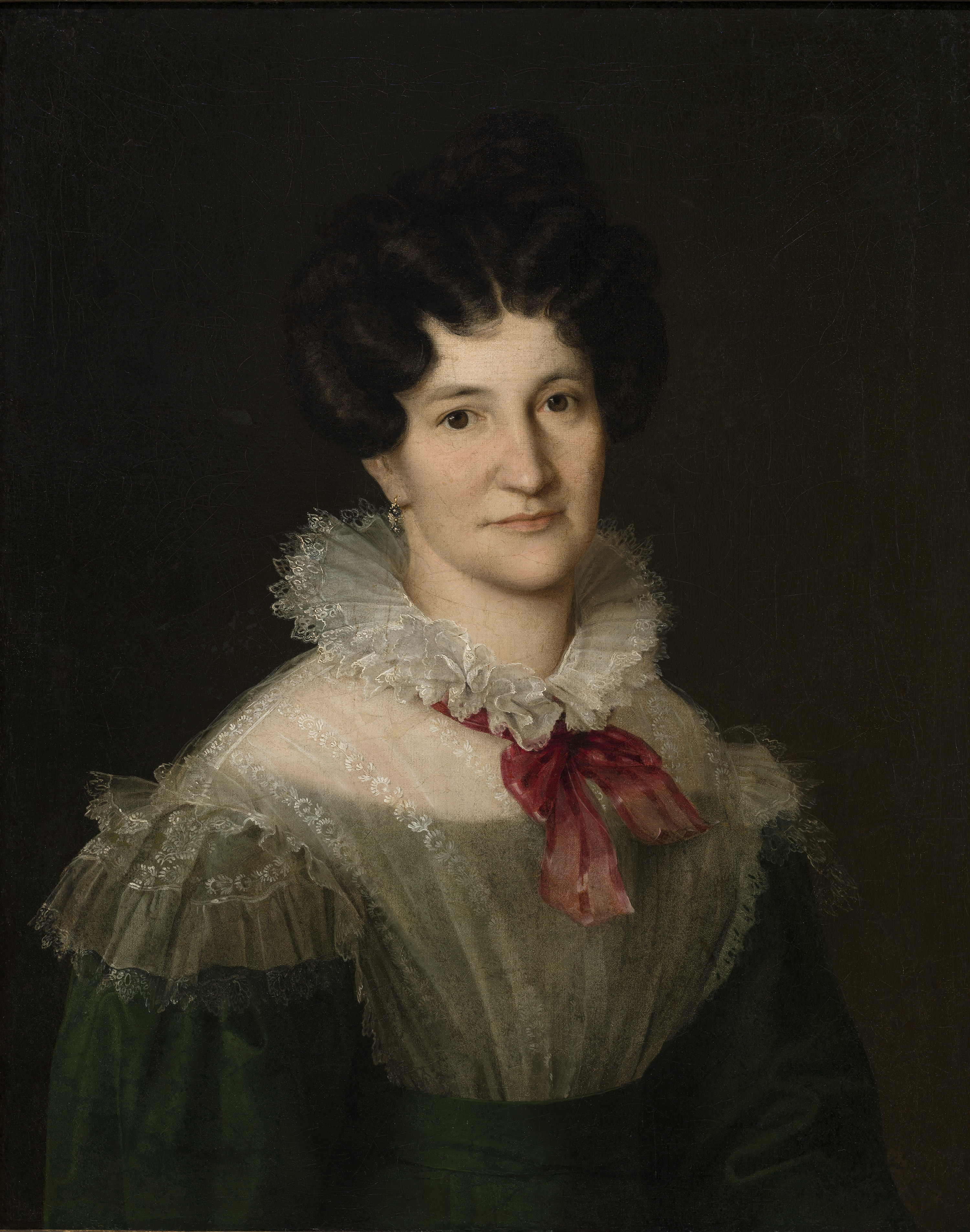
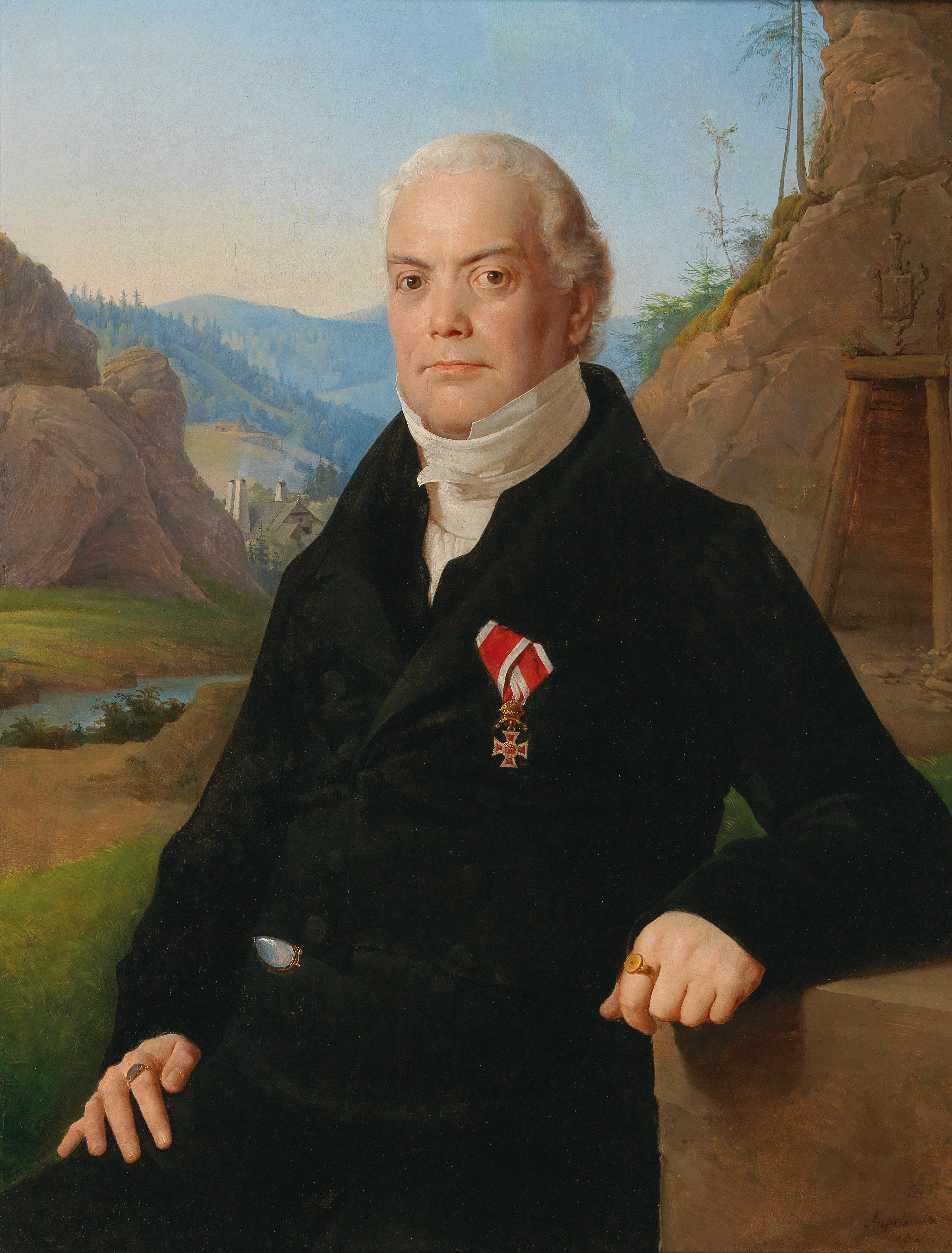
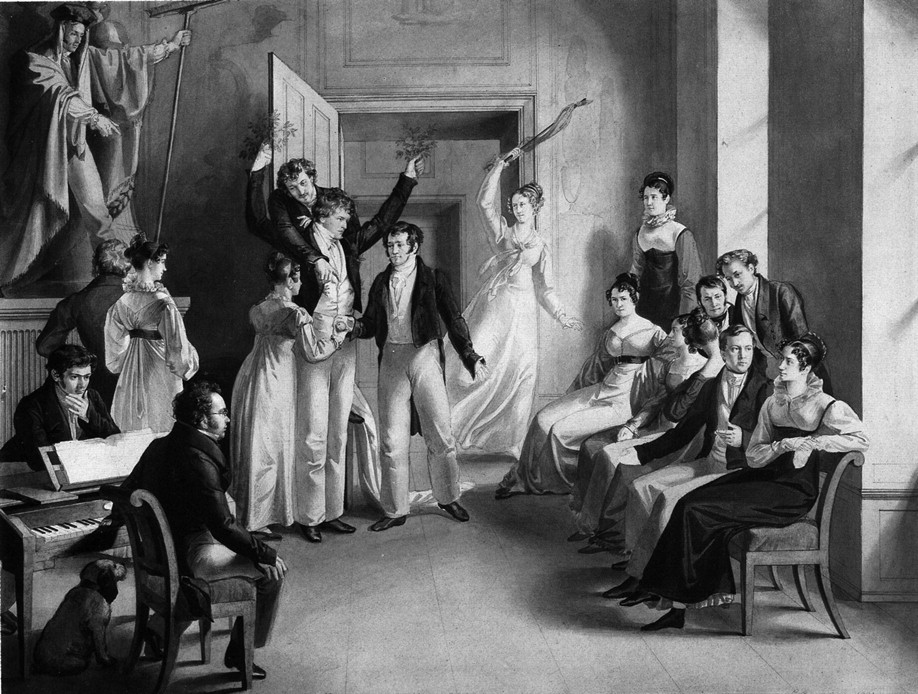
シューベルトと友人たち、ピアノの前がシューベルト